# Sénat Wedemeier III
Le sénat Wedemeier III (Senat Wedemeier III) était le gouvernement du Land de Brême du 11 décembre 1991 au 4 juillet 1995, durant la 13e législature du Bürgerschaft. Dirigé par le président du Sénat social-démocrate Klaus Wedemeier, il était soutenu par une coalition en feu tricolore entre le Parti social-démocrate d'Allemagne (SPD), l'Alliance 90 / Les Verts et le Parti libéral-démocrate (FDP).
Il fut formé à la suite des élections régionales du 29 septembre 1991, au cours desquelles le SPD a perdu sa majorité absolue, acquise en 1971, et succédait au sénat Wedemeier II, constitué également du seul SPD.
Le SPD ayant subi un très fort recul aux élections régionales du 14 mai 1995, Wedemeier renonça à se succéder et Henning Scherf, sénateur depuis 1978, fut choisi pour lui succéder. Il constitua alors une grande coalition avec l'Union chrétienne-démocrate d'Allemagne (CDU) et forma son premier Sénat.

## Composition
| Portefeuille                                                                                         | Nom                                       | Nom                                  | Parti  |
| --- | ----------------------------------------- | ------------------------------------ | ------ |
| Président du Sénat Sénateur pour les Affaires ecclésiastiques Maire de Brême                         |                                           | Klaus Wedemeier                      | SPD    |
| Vice-président du Sénat                                                                              |                                           | Claus Jäger (jusqu'au 02.11.1993)    | FDP    |
| Vice-président du Sénat                                                                              |                                           | Ralf Fücks (jusqu'au 23.02.1995)     | Grünen |
| Sénateur pour l'Intérieur et les Sports                                                              |                                           | Friedrich van Nispen                 | FDP    |
| Sénateur pour la Justice et la Constitution Sénateur pour l'Éducation et la Science                  |                                           | Henning Scherf                       | SPD    |
| Sénateur pour les Finances                                                                           |                                           | Volker Kröning (jusqu'au 29.06.1994) | SPD    |
| Sénateur pour les Finances                                                                           | Manfred Fluß                              |                                      | SPD    |
| Sénateur pour les Ports, la Navigation et le Commerce extérieur Sénateur pour les Affaires fédérales |                                           | Uwe Beckmeyer                        | SPD    |
| Sénateur pour l'Économie, les Petites et moyennes entreprises et la Technologie                      |                                           | Claus Jäger                          | FDP    |
| Sénateur pour la Protection de l'environnement et le Développement urbain                            |                                           | Ralf Fücks (jusqu'au 23.02.1995)     | Grünen |
| Sénateur pour la Protection de l'environnement et le Développement urbain                            | Helga Trüpel                              |                                      | Grünen |
| Sénatrice pour les Travaux publics                                                                   |                                           | Eva-Maria Lemke                      | SPD    |
| Sénatrice pour la Culture, l'Intégration des étrangères et le Travail des jeunes                     |                                           | Helga Trüpel                         | Grünen |
| Sénatrice pour le Travail et les Femmes                                                              |                                           | Sabine Uhl                           | SPD    |
| Sénateur pour la Santé, la Jeunesse et les Affaires sociales                                         |                                           | Sabine Uhl (jusqu'au 25.03.1992)     | SPD    |
| Sénateur pour la Santé, la Jeunesse et les Affaires sociales                                         | Irmgard Gaertner (jusqu'au 28.02.1994)    |                                      | SPD    |
| Sénateur pour la Santé, la Jeunesse et les Affaires sociales                                         | Intérim de Sabine Uhl                     |                                      | SPD    |
| Sénateur pour la Santé, la Jeunesse et les Affaires sociales                                         | Irmgard Gaertner (à partir du 16.03.1994) |                                      | SPD    |